# 明中乡
明中乡，是中华人民共和国重庆市城口县下辖的一个乡镇级行政单位。

## 行政区划
明中乡下辖以下地区：
双利村、金池村、木瓜村、云燕村、柳家村和四合村。